# Crkvenac
Crkvenac (cyr. Црквенац) – wieś w Serbii, w okręgu pomorawskim, w gminie Svilajnac. W 2011 roku liczyła 1157 mieszkańców.